# 偵察兵火箭
偵察兵火箭（Scout）是美國開發的運載火箭，旨在將小型衛星送入低地球軌道。偵察兵火箭是第一個完全由固體燃料所組成的軌道運載火箭。直到1970年日本拉姆達運載火箭4S成功推出之前，也是該類型的唯一。
1961年2月16日，偵察兵火箭首次成功發射，將7公斤（15磅）的衛星探索者9號送入軌道，用於研究大氣密度。偵察兵火箭最後一次發射是1994年5月8日，偵察兵火箭G-1從范登堡空軍基地發射。